# Coupe de la CEMAC 2008
Navigation
Édition précédente Édition suivante
La Coupe de la CEMAC 2008 est la douzième édition de cette compétition d'Afrique centrale. Organisée au Cameroun (tous les matchs se déroulent à Yaoundé), elle est remportée par le Cameroun.

## Phase de groupes
Les deux premiers de chaque groupe se qualifient pour la phase finale.

### Groupe A
| Rang | Équipe             | Pts | J | G | N | P | Bp | Bc | Diff |  | Résultats (▼ dom., ► ext.) |  |     |     |
| ---- | ------------------ | --- | - | - | - | - | -- | -- | ---- |  | -------------------------- |  | --- | --- |
| 1    | Tchad              | 4   | 2 | 1 | 1 | 0 | 4  | 3  | +1   |  | Tchad                      |  | 2-1 | 2-2 |
| 2    | Cameroun           | 3   | 2 | 1 | 0 | 1 | 2  | 2  | 0    |  | Cameroun                   |  |     | 1-0 |
| 3    | Guinée équatoriale | 1   | 2 | 0 | 1 | 1 | 2  | 3  | -1   |  | Guinée équatoriale         |  |     |     |

### Groupe B
| Rang | Équipe                    | Pts | J | G | N | P | Bp | Bc | Diff |  | Résultats (▼ dom., ► ext.) |  |     |     |
| ---- | ------------------------- | --- | - | - | - | - | -- | -- | ---- |  | -------------------------- |  | --- | --- |
| 1    | République centrafricaine | 4   | 2 | 1 | 1 | 0 | 5  | 3  | +2   |  | République centrafricaine  |  | 2-0 | 3-3 |
| 2    | République du Congo       | 3   | 2 | 1 | 0 | 1 | 2  | 3  | -1   |  | République du Congo        |  |     | 2-1 |
| 3    | Gabon                     | 1   | 2 | 0 | 1 | 1 | 4  | 5  | -1   |  | Gabon                      |  |     |     |

## Phase finale
Le cas échéant, le score de la séance de tirs au but est indiqué entre parenthèses.
|  | Demi-finales              | Demi-finales |                        |   | Finale       | Finale       |
|  | Demi-finales              | Demi-finales |                        |   | Finale       | Finale       |
|  |                           |              |                        |   |              |              |
|  | 20 juin 2008              | 20 juin 2008 |                        |   | 24 juin 2008 | 24 juin 2008 |
|  | 20 juin 2008              | 20 juin 2008 |                        |   | 24 juin 2008 | 24 juin 2008 |
|  | Tchad                     | 0            |                        |   | 24 juin 2008 | 24 juin 2008 |
|  | Tchad                     | 0            |                        |   | 24 juin 2008 | 24 juin 2008 |
|  | République du Congo       | 1            |                        |   | 24 juin 2008 | 24 juin 2008 |
|  | République du Congo       | 1            | République du Congo    | 0 |              |              |
|  | 20 juin 2008              |              | République du Congo    | 0 |              |              |
|  |                           | Cameroun     | 3                      |   |              |              |
|  | République centrafricaine | Cameroun     | 3                      | 0 |              |              |
|  | République centrafricaine |              |                        | 0 |              |              |
|  | Cameroun                  | 1            |                        |   |              |              |
|  | Cameroun                  | 1            | Match pour la 3e place |   |              |              |
|  |                           |              |                        |   |              |              |
|  | 23 juin 2008              |              |                        |   |              |              |
|  |                           |              |                        |   |              |              |
|  | Tchad                     | 0            |                        |   |              |              |
|  | Tchad                     | 0            |                        |   |              |              |
|  | République centrafricaine | 2            |                        |   |              |              |
|  | République centrafricaine | 2            |                        |   |              |              |

| Vainqueur de la Coupe de la CEMAC 2008 : Cameroun Septième titre |